# Білоруська військова комісія

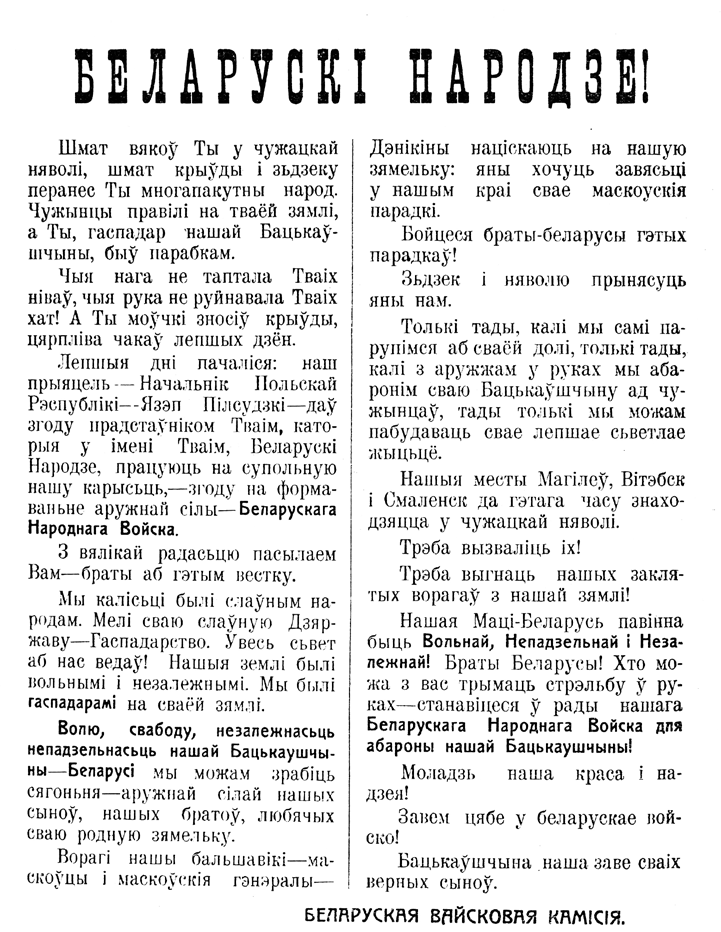
Агітаційний плакат Білоруської військової комісії.

Білоруська військова комісія (біл. Беларуская вайсковая камісыя; Biełaruskaja vajskovaja kamisyja) — орган по формуванню білоруських військових одиниць у польському війську в 1919–1921 роках, в який входили військові та громадські діячі. Була створена 2 серпня 1919 року рішенням Білоруського з'їзду Віленщини та Городенщини (1-а половина червня 1919 року, Вільнюс) та підпорядковувалася Центральній Раді Віленщини та Городенщини за домовленістю з керівником Польщі Юзефом Пілсудським.

## Завдання
Завданням Комісії було розробити проєкт організації білоруських збройних формувань у складі польського війська, текст звернення до влади Польщі на дозвіл на таку організацію.
У подальшому Комісія повинна була діяти при генеральному командуванні Польщі і мати представників у всіх галузях військового господарства, які мали відношення до білоруських частин. Комісія повинна також була пропонувати кандидатури офіцерів для білоруського війська, затверджувати постанови польського головнокомандування про їх призначення та звільнення з посад.

## Створення
Відповідний меморандум був переданий Юзефу Пілсудському 28 липня 1919 року, тоді й була отримана його згода. За технічної участі призначеного представника польського командування капітана Бобровського, комісія розробила проєкт організації білоруського війська в складі однієї піхотної дивізії — трьох піхотних полків, артилерійського полку, кавалерійського ескадрону, роти саперів, разом 20 тисяч солдатів.
Цей проєкт був переданий польському головному командуванню, але жодних реальних кроків до його реалізації не робилося до жовтня 1919. Тим часом, набір та формування у серпні-вересні 1919 року на білоруській території, окупованій польським військом, Білорусько-Литовської дивізії, не дивлячись на її назву, проводилися не для здійснення проєкту по створенні Комісії, а для зміцнення власне польського війська.

## Діяльність
Декрет Пілсудського від 22 жовтня 1919 року підтверджував склад та повноваження Комісії: старшина Павел Алексюк, Антон Вівсяник, полковники Г. Конопацький (командуючий білоруським військом) та Д. Якубовський, штабс-капітани Ф. Ф. Кушель і Андрій Якубецький, Ю. Мурашка, Алєсь Гарун, С. А. Рак-Михайловський; її постійне місце розташування — Мінськ та формування білоруського війська під назвою «білоруських національних відділень» у Слонімі під командуванням члена комісії, полковника, Конопацького. Польським офіцерам та солдатам білоруської національності дозволялося переходити у білоруські частини. Окрім цього, дозволялася організація при Варшавській школі підхорунжих білоруського взводу добровольців які мали середню освіту, для підготовки білоруських офіцерських кадрів. Однак, кількісний склад білоруського війська був скорочений до двох батальйонів.
В листопаді 1919 БВК переїхала в Мінськ. БВК підтримувала зв'язок з Найвищою радою БНР. Комісія поділялася на підкомісії:
- вербувально-агітаційну (начальник — Олексюк),
- кваліфікаційну (Якубецький),
- штатну (Прушинський),
- культурно-освітню (Рак-Михайловський).

У повітах БВК створювала вербувальні бюро, серед населення поширювала заклики вступати у національне військо, перекладала на білоруську мову польські військові статути, видала збірник «Подарунок білоруському солдату» (1920), здійснювала реєстрацію добровольців (офіцерів, солдатів, військових чиновників, лікарів).
У грудні 1919 року у Мінську Комісія почала роботу для реалізації декрету Пілсудського, і одразу зіштовхнулася із систематичною політичною та адміністративною протидією окупаційною адміністрацією, що була під впливом польських націонал- демократів.
У березні 1920 року наказом Міністерства військових справ, вербування та відбір добровольців були виключенні з повноважень БВК та передані польським місцевим адміністративним органам, які відтягували цей процес.
Комісія реально сформувала лише один батальйон, взвод піхоти (30 людей) при Варшавській школі підхорунжих, та організувала курси перепідготовки офіцерів у Мінську.
В липні 1920 року в зв'язку з наступом Червоної армії БВК фактично розпалася. Не знаючи про поразку польського війська під Березіню, члени БВК переїхали з Мінська у Вовковиськ, вважаючи, що це тимчасовий відступ. Там захворів Олесь Гарун та санітарним потягом був направлений у Краків.
Робота Комісії було відновлена 3 жовтня 1920 року у Лодзі в складі старшини А. Якубецького, Ф. Кушаля, Ф. Вмістовського, З. Якубіні, Д. Якубовського. Наприкінці листопада БВК направила групу офіцерів на чолі з Кузьмою Терещанком на допомогу учасникам Слуцького повстання. З 12 посланих до Семежова потрапили троє — капітан Антон Борик, Антон Сокіл-Кутилівський та поручик Андрій Якубецький.
Також проводилася культурно-освітницька робота серед інтернованих у Польщу військовиків-білорусів. Звернення про реевакуацію Комісії в одне з міст Західної Білорусі відхилялися польською владою.

## Ліквідація БВК
Весною 1921 року, Польща виконуючи постанову Римського мирного договору, почала розформовувати закордоні антибільшовицькі організації. За наказом Міністра військових справ генерала К. Соснівського від 21 квітня, БВК та білоруські військові одиниці повинні були розформовуватись з 15 травня 1921 року. Ліквідацію проводив майор Тунгуз-Зависляк. Білоруські офіцери були звільнені за правилами Війська Польського, їм надавалося право на звернення про вступ до нього. Підхорунжі, які ще навчалися також мали змогу закінчити навчання.